# Lady, Play Your Mandolin!

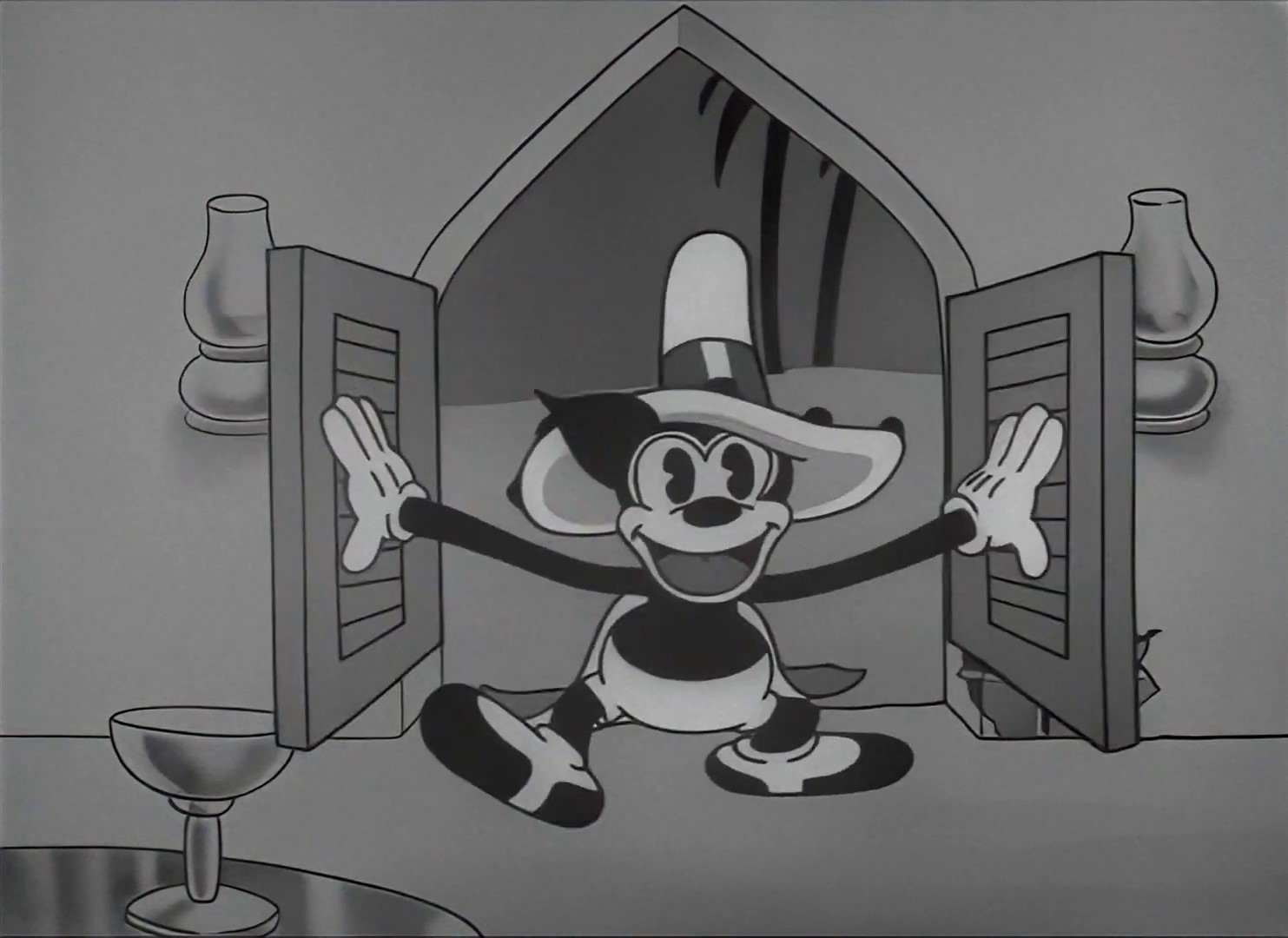
Foxy entre dans le saloon.

Lady, Play Your Mandolin! est un film américain d'animation réalisé par Rudolf Ising, sorti en 1931.
Le dessin animé met en scène Foxy le renard en gaucho, qui décide de visiter un saloon local. Son cheval se retrouve bientôt en état d'ébriété après avoir consommé de la tequila et commence à avoir des hallucinations. Formé sur le même modèle que Foxy, il apparaît également dans ce cartoon un personnage de renarde (qui rappelle par plusieurs aspects celui de Minnie Mouse).
Il s'agit du premier dessin animé de la série Merrie Melodies de Leon Schlesinger Studios. La série est distribuée par Warner Bros.

## Synopsis

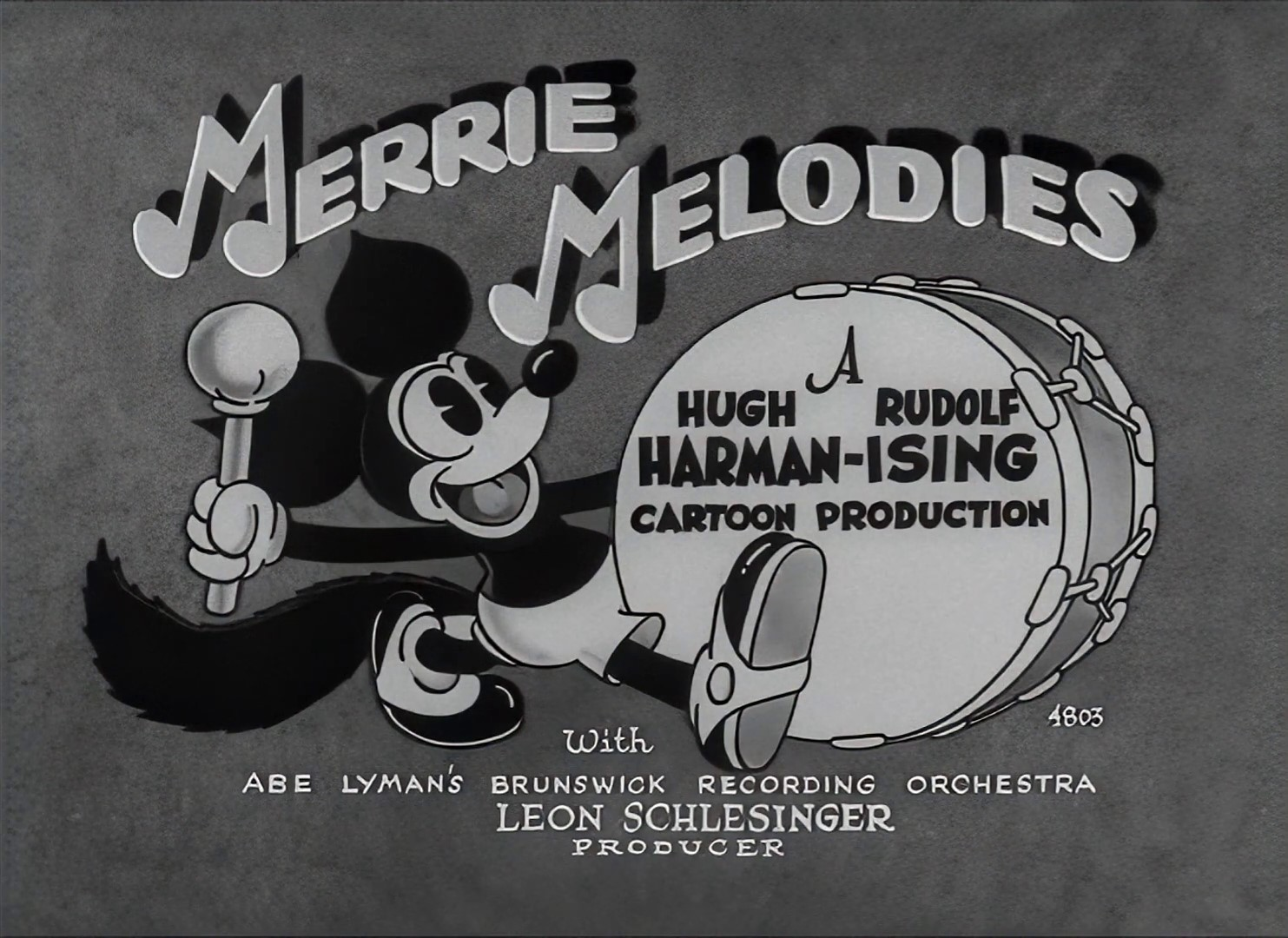
Carton du générique avec Foxy.

Un gorille serveur de bar (un « café », selon l'enseigne), tenant un plateau chargé de bières, se déplace en dansant sur la chanson d'introduction. Tandis que des serpentins et des confettis tombent continuellement, tous les nombreux clients du bar (des animaux de toute sorte) chantent à gorge déployée et se trémoussent (ainsi que les tables) sur le rythme de la chanson. Le serveur fait descendre une bière dans le bec d'un oiseau qui tenait la note, ce qui lui fait d'abord gonfler le bec avant que la bière tombe d'un bloc dans son gosier. Le serveur rit et se dirige vers l'objectif de la « caméra » jusqu'à sembler l'avaler. Ce qui amène au plan suivant : un canard qui joue de la trompette, marche sur les touches d'un piano, pousse des « coin-coin » et danse. Le serveur se déplace toujours, bien fièrement. Un hippopotame tape sa choppe sur la table et ouvre son énorme gueule pour réclamer de la bière.
Pendant ce temps, Foxy le renard noir, grand chapeau sur la tête et cape au vent, chevauche en direction du bar perdu dans le désert. Ses jambes et la ficelle qui retient son chapeau s'allongent alternativement durant le galop de son cheval. Vus de l'extérieur, le bar et toute la végétation autour « dansent » comme les tables à l'intérieur. Les volets se changent temporairement en bras et tapent sur le sol, un cactus joue sur les tuiles de la maison comme d'un xylophone. Pour descendre de cheval, Foxy saute et rebondit à l'arrière et se glisse jusque devant la tête. Mais au moment où il va entrer dans le bar, il voit son cheval entamer une danse et chercher à entrer, lui aussi. Foxy le retient par la queue puis l'attache au cactus... en lui enroulant son cou filiforme tout autour.
Le renard fait une entrée remarquée, chante et se pavane devant la foule toujours en liesse qui applaudit à sa chanson. Il s'installe à une table après qu'un portemanteau, soudainement doué de vie, lui a pris sa cape et son chapeau dans ses « bras », et ce, avec la dignité d'un majordome.
Foxy appelle le serveur, qui lui sert une bière. Il le paye d'une pièce que le serveur « avale » en appuyant sur son nez, ce qui fait avancer la partie inférieure du dentier de sa bouche, à la manière d'un tiroir d'une caisse enregistreuse de l'époque. Foxy boit sa bière d'un trait puis se met à l'aise, pieds sur la table, pour regarder le spectacle qui s'annonce.
Devant le rideau, c'est un oiseau portant un chapeau très pointu qui a l'honneur de la présentation. Il prend son chapeau par la pointe et s'en sert comme trompette. Il se gonfle comme un ballon, puis souffle pour devenir fin comme un fil à la fin de la note. Le rideau s'ouvre sur la vedette : une renarde qui joue de la mandoline. Elle porte jupe, jupons et escarpins à la manière de Minnie Mouse (personnage de Walt Disney) ainsi qu'une sorte de couvre-chef. Elle salue son public enthousiaste. Foxy lui dit : « Madame, jouez de votre mandoline » (qui est le titre du dessin animé). Dès lors, une romance s'installe entre les deux renards ; la renarde place ainsi un « I belong to you, poo poo pi doo » à la façon de Betty Boop ou de Marilyn Monroe avec la chanson I Wanna Be Loved By You.
Dehors, le cheval réussit à dérouler son cou en tirant sur sa queue. Il écarte les portes du bar et hennit pour s'annoncer. Mais c'est Foxy qui arrive, et il lui brise une bouteille d'alcool sur la tête. Le cheval boit une partie de la bouteille, devient saoul. Sa tête devient alors une sorte de trompette.
Dans le bar, un vieux chien à grande barbe danse sur sa chaise au son de cette trompette. Une petite souris joue du glockenspiel sur les grelots du chapeau du chien avec deux petits marteaux.
La barbe de chien se met elle aussi à danser en se déhanchant, puis le dentier du chien sort de sa gueule et claque comme pour faire des claquettes au son de la musique. Foxy reprend le chant avec sa renarde, et en disant « Lady », pousse des accents de comédie en reprenant le jeu d'Al Jolson avec la chanson My Mammy (en) qui l'a popularisé. Le cheval saoul entre alors, boit une bouteille et va près du comptoir. Il se voit dans un miroir, successivement sous la forme mugissante d'un élan, d'une chèvre, d'un lion et d'un dragon. Il prend peur et se met à hurler, mais il reste dans le bar et fait des pitreries avant de commencer une danse « enflammée ». En effet, il prend littéralement feu et se carbonise peu après. C'est l'occasion de conclure ce dessin animé loufoque où l'on voit le serveur, le renard Foxy, l'hippopotame et le cheval carbonisé chanter en chœur puis la petite souris clôt le dessin animé en claquant un couvercle sur le crachoir du bar. Le générique de fin montre Foxy sortir de derrière un tambour, qui vient se présenter au spectateur et dire : « So long, Folks » (« Salut, les gars » en français).

## Fiche technique
- Réalisation : Rudolf Ising
- Production : Hugh Harman, Rudolf Ising, Leon Schlesinger
- Animation : Rollin “Ham” Hamilton, Norm Blackburn, Isadore Freleng (non crédité), Robert Clampett (non crédité), Larry Martin (non crédité), Carman Maxwell (non crédité), Bob McKimson (intervalliste, non crédité)
- Agencement : Isadore Freleng (non crédité)
- Arrières-plans : Isadore Freleng (non crédité)
- Musique : Frank Marsales (directeur musical), Abe Lyman (chef d'orchestre)
- Prise de son : Bernard B. Brown
- Studio : Harman-Ising Pictures, Leon Schlesinger Productions
- Distribution :  
  - Warner Bros Pictures, The Vitaphone Corporation (cinéma)
  - Warner Home Video, États-Unis, 2005 (DVD)
- Pays d'origine : États-Unis
- Langue : anglais
- Format : Noir et blanc, son mono, 35 mm
- Durée : 7 minutes
- Suivi par : Smile, Darn Ya, Smile!
- Dates de sortie : 
  - États-Unis : août 1931

## Chansons
- A Gay Caballero (non crédité)

Par Frank Crumit et Lou Klein.
Chantée par Foxy.
- Lady, Play Your Mandolin (non crédité)

Musique d'Oscar Levant, paroles d'Irving Caesar.
Chantée par plusieurs personnages.
- Cielito lindo (non crédité)

Par Quirino Mendoza.

## Présentation
Il s'agit du premier dessin animé de la série Merrie Melodies des studios de dessins animés Warner Bros (période Harman-Ising).
Comme c'est généralement le cas avec les premiers courts-métrages de la série Merrie Melodies, le but affiché du cartoon est de promouvoir une chanson populaire issue du catalogue appartenant à la Warner. Le thème du titre, écrit par Oscar Levant avec les paroles par Irving Caesar, est classé numéro 5 au palmarès de 1930. Il est interprété par Nick Lucas et publié par Brunswick Records, maison d'édition qui a été achetée par Warner Brothers l'année précédente (un autre enregistrement, exécuté par Havana Novelty Orchestra, a été distribué la même année par Victor records, appartenant à RCA). Dans le dessin animé, la chanson est chantée par un personnage de renarde, qui deviendra plus tard Roxy, la petite amie de Foxy.
Les animateurs crédités sont Rollin “Ham” Hamilton et Norm Blackburn. Les autres animateurs sont Isadore Freleng, Robert Clampett (certains[Qui ?] disent que c'est son premier dessin animé dans les studios de la Warner) et Carman Maxwell. Frank Marsales crée la partition musicale et dirige l'orchestre (le « Brunswick Recording Orchestra »).
On pourra également noter lorsque Foxy entre dans le bar, la foule lance des bières, des poignards et des pistolets.